# Крылов, Николай Николаевич (Герой Советского Союза, 1922)
Николай Николаевич Крылов (1922—1985) — красноармеец Рабоче-крестьянской Красной Армии, участник Великой Отечественной войны, Герой Советского Союза (1944).

## Биография
Николай Крылов родился 1 декабря 1922 года в деревне Пашутино (ныне — Гагаринский район Смоленской области). После окончания семи классов школы работал на железной дороге. В 1941 году Крылов был призван на службу в Рабоче-крестьянскую Красную Армию. С того же года — на фронтах Великой Отечественной войны. К ноябрю 1943 года красноармеец Николай Крылов был наводчиком орудия 1840-го истребительно-противотанкового артиллерийского полка 28-й отдельной истребительно-противотанковой артиллерийской бригады 38-й армии 1-го Украинского фронта. Отличился во время освобождения Киевской области Украинской ССР.
13 ноября 1943 года во время отражения немецкой контратаки в районе села Шевченковка Васильковского района расчёт Крылова подбил 3 танка и уничтожил несколько десятков солдат и офицеров противника. Несмотря на выход из строя всего расчёта и полученное ранение, Крылов продолжал вести огонь в одиночку, подбив ещё один танк, удержав позицию до подхода основных сил.
Указом Президиума Верховного Совета СССР от 9 февраля 1944 года красноармеец Николай Крылов был удостоен высокого звания Героя Советского Союза с вручением ордена Ленина и медали «Золотая Звезда».
После окончания войны Крылов был демобилизован. Проживал и работал сначала в Кисловодске, позднее переехал в Челябинск. Скончался 13 июня 1985 года.
Был также награждён орденами Отечественной войны 1-й и 2-й степеней, рядом медалей.